# 藤井清七 (6代目)
6代目 藤井 清七（ろくだいめ ふじい せいしち、1905年（明治38年）1月13日 - 1992年（平成4年）3月28日）は、愛知県出身の実業家・政治家。出生名は藤井 嘉郎（ふじい よしろう）。愛知県会議員（3期）。

## 経歴
1905年（明治38年）1月13日、愛知県碧海郡刈谷町大字小山（現在の刈谷市）に生まれた。父の5代目藤井清七は、1919年（大正8年）から1921年（大正10年）まで刈谷町長を務めた。
愛知県立第二中学校（現在の愛知県立岡崎高等学校）を卒業し、小学校の教員となった。戦後には大興運輸の社長に就任し、刈谷通運の社長も務めた。
1955年（昭和30年）4月には自由党から愛知県会議員選挙に出馬し、日本社会党の石原天童より3,000票以上多い8,200票を得て初当選した。1959年（昭和34年）4月には自由党の後継の自民党から出馬し、日本社会党の河村晃より5,000票以上多い13,751票を得て2選を果たした。1963年（昭和38年）4月にはやはり河村晃を大差で破って3選を果たした。1967年（昭和42年）4月の改選時には出馬せず、後継候補となった自由党の森源一は社会党の江川幸衛に敗れている。
1992年（平成4年）3月28日に死去した。

## 役職
- 刈谷市商工会議所 副会頭[1]
- 刈谷市ロータリークラブ 副会長[1]

## 関連人物
- 3代目藤井清七（藤井嘉七） - 1878年（明治11年）11月26日没[5]。
- 4代目藤井清七（藤井嘉平） - 1863年（文久3年）生[5]。刈谷町屈指の資産家。1900年（明治33年）11月15日没[5]。
- 5代目藤井清七（藤井清太郎） - 1863年9月7日（文久3年7月25日）生。1945年（昭和20年）2月1日没。